# هریتیج هیلز، کلرادو
هریتیج هیلز (به انگلیسی: Heritage Hills) یک منطقهٔ مسکونی در ایالات متحده آمریکا است که در شهرستان داگلاس، کلرادو واقع شده‌است. هریتیج هیلز ۴٫۹ کیلومتر مربع مساحت و ۶۵۸ نفر جمعیت دارد و ۱٬۸۰۶ متر بالاتر از سطح دریا واقع شده‌است.